# Kayara
Kayara est une localité située dans le département de Bouroum de la province du Namentenga dans la région Centre-Nord au Burkina Faso. 

## Géographie
Kayara se trouve à 4 km au sud-ouest de Bouroum, le chef-lieu du département, et à 45 km au nord-ouest de Tougouri.

## Économie
L'économie du village, traditionnellement agro-pastorale, est affectée par l'exploitation de la mine d'or située sur son territoire, tout d'abord de manière artisanale puis de manière industrielle par la société russe Nordgold à partir de 2018 et l'octroi de permis. Certains filons sont toutefois toujours exploités par des orpailleurs traditionnels.

## Éducation et santé
Le centre de soins le plus proche de Kayara est le centre de santé et de promotion sociale (CSPS) de Bouroum tandis que le centre médical (CM) de la province se trouve à Tougouri.
Kayara possède une école primaire publique.